# Zagore-tengerpart

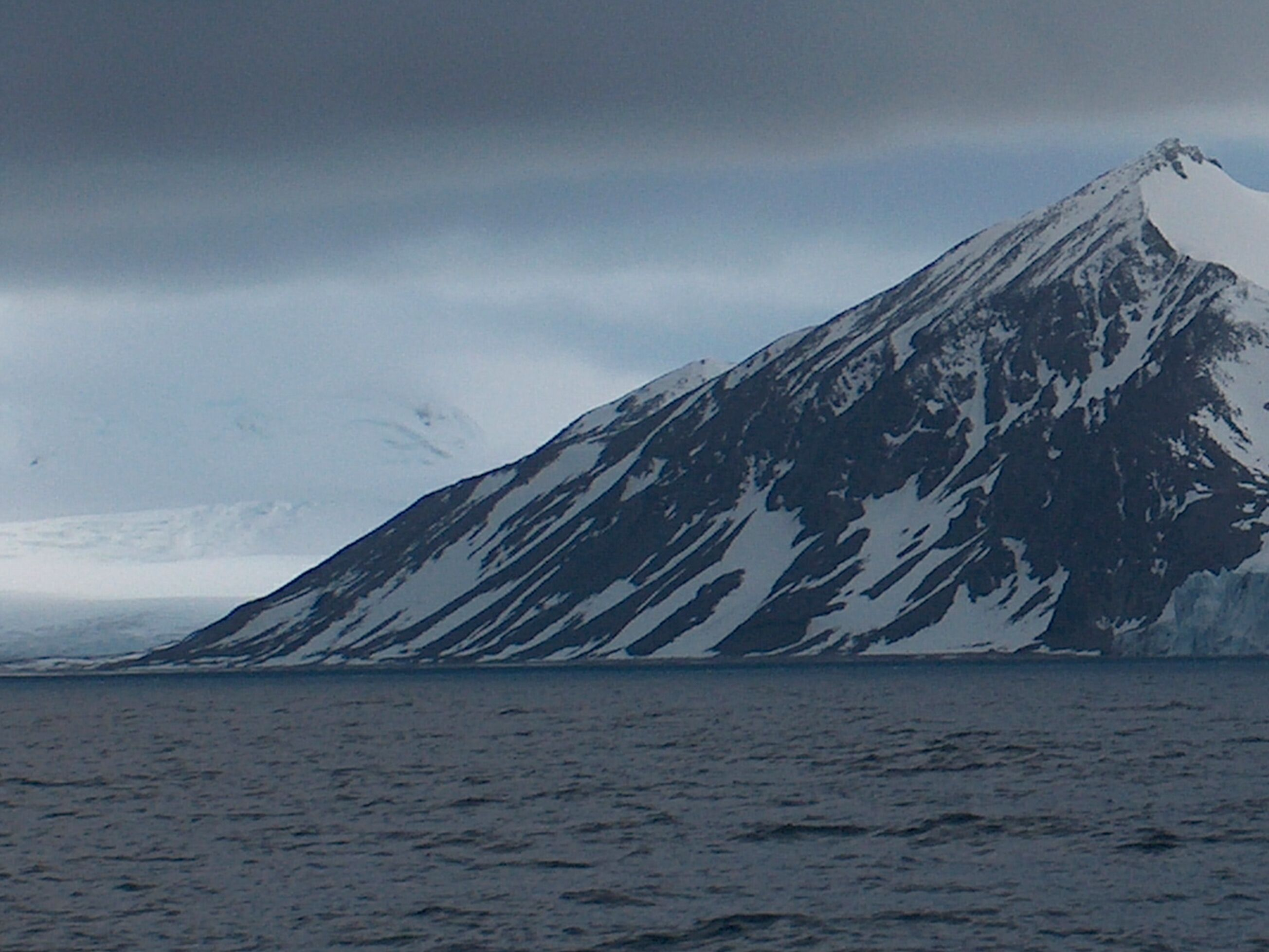

A Zagore-tengerpart (Zagorszki Brjag \za-'gor-ski 'bryag\) az Antarktisz Livingston-szigetén a False-öbölre nyílik. Hossza a Rozsen-félsziget mellett a Charity-gleccser és a Ruen-jégfal között 4 km. A tengerpartot a 400 m magas Canetti-csúcs és a nagyjából 700 m magas MacKay-csúcs határolja. Nevét a Bulgária Balkán-hegységtől délre fekvő Zagore történelmi körzetéről kapta.

## Külső hivatkozások
- SCAR Composite Antarctic Gazetteer.
- Referenciatérkép

Koordináták: d. sz. 62° 42′ 46″, ny. h. 60° 19′ 23″62.712778°S 60.323056°W